# Santa María del Campo Rus
Santa María del Campo Rus es un municipio español de la provincia de Cuenca, en la comunidad autónoma de Castilla-La Mancha. Tiene un área de 93,63 km² con una población de 537 habitantes (INE 2023)

## Geografía

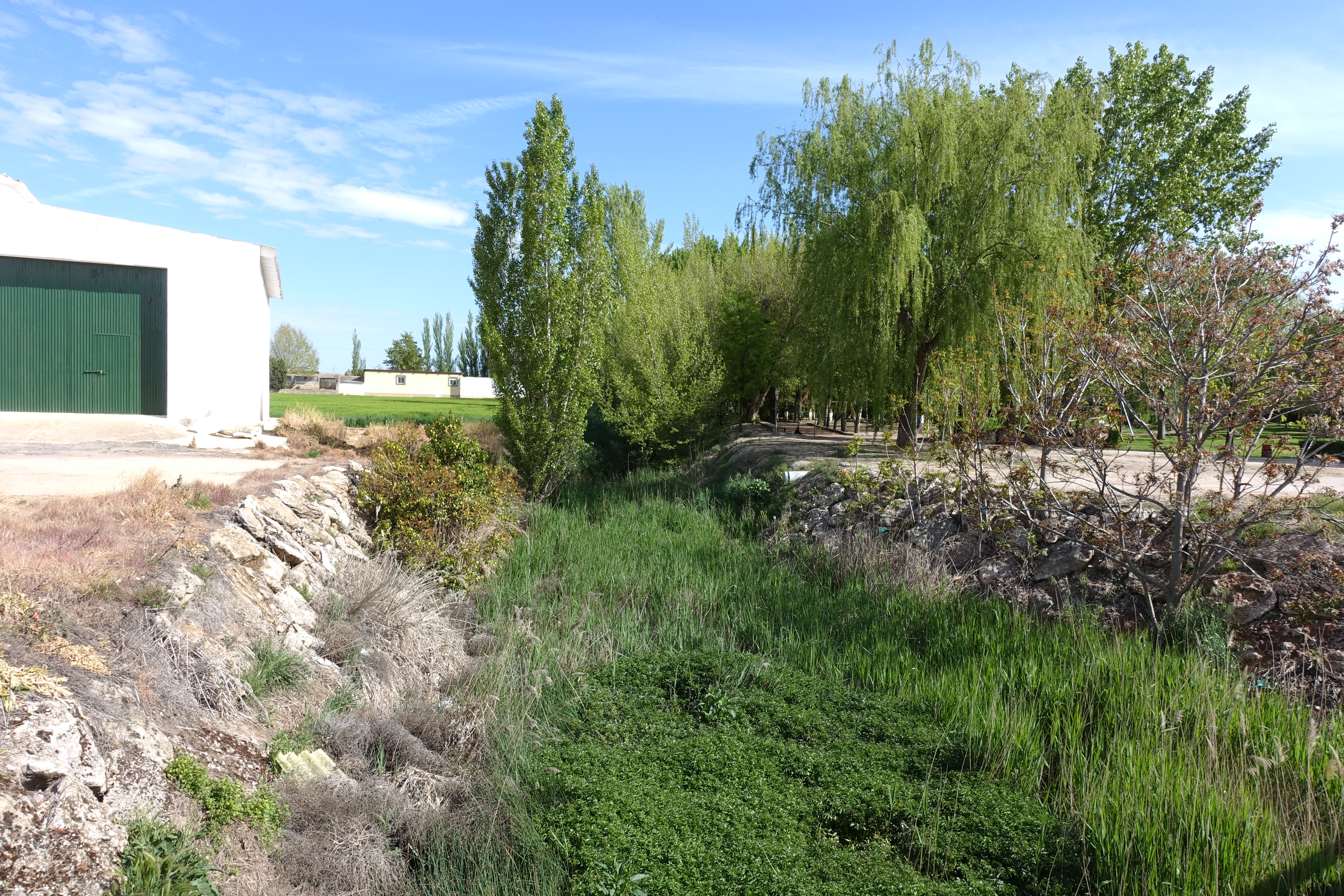
Río de Santa María del Campo Rus

Santa María del Campo Rus se encuentra situada en la mancomunidad agraria denominada Mancha Baja, perteneciendo al partido judicial de San Clemente. Situada en el sur de la provincia de Cuenca y enclavada en la parte alta de La Mancha, es una villa llana y espaciosa de carácter netamente manchego, bordeada por el río Santa María y con una zona frondosa con hermosos paseos arbolados.
Está situada a una altitud de 796 m. sobre el nivel del mar, distando 83 km de la capital provincial. Siendo su superficie total de 93.6 km², se censan en 1991 767 habitantes (1266 en 1981) en la villa.
En cuanto a las características los domicilios, cuenta con 576 viviendas familiares, de las cuales 305 son domicilio principal, mientras que 185 son secundarias, asimismo existen 85 abandonadas. 
Con una superficie total de explotación de 8523 hectáreas, aparecen 7811 de tierras labradas, 232 de pastizales, 2 de espacio forestal, y 478 de otros aprovechamientos. El número total de explotaciones es 182 y 1219 el de parcelas. Se explotan en régimen de propiedad 5971 hectáreas, mientras que 1588 tienen régimen de arrendamiento y 963 de aparcería. Por tipos de cultivo se dividen en 7633 hectáreas de herbáceos, 33 de olivar y 145 de vid. El aprovechamiento ganadero se cuantifica en 422 unidades ganaderas de ovino, 15 de bovino, 82 de caprino, 13 de equino y 3 de aves. Del total de ocupados, 119 se dedican a la agricultura, 20 a la actividad industrial, 51 al comercio y 107 pertenecen al sector servicios. Otros indicadores económicos son un total de 160 tractores y 8 cosechadoras.

## Demografía
Santa María del Campo Rus cuenta con una población de 525 habitantes (INE 2024).
| Gráfica de evolución demográfica de Santa María del Campo Rus entre 1842 y 2021 |
| |
| Población de derecho según los censos de población del INE Población de hecho según los censos de población del INEEn estos censos se denominaba Santa María del Campo: 1842, 1857, 1860, 1877, 1887, 1897, 1900 y 1910 |

## Historia

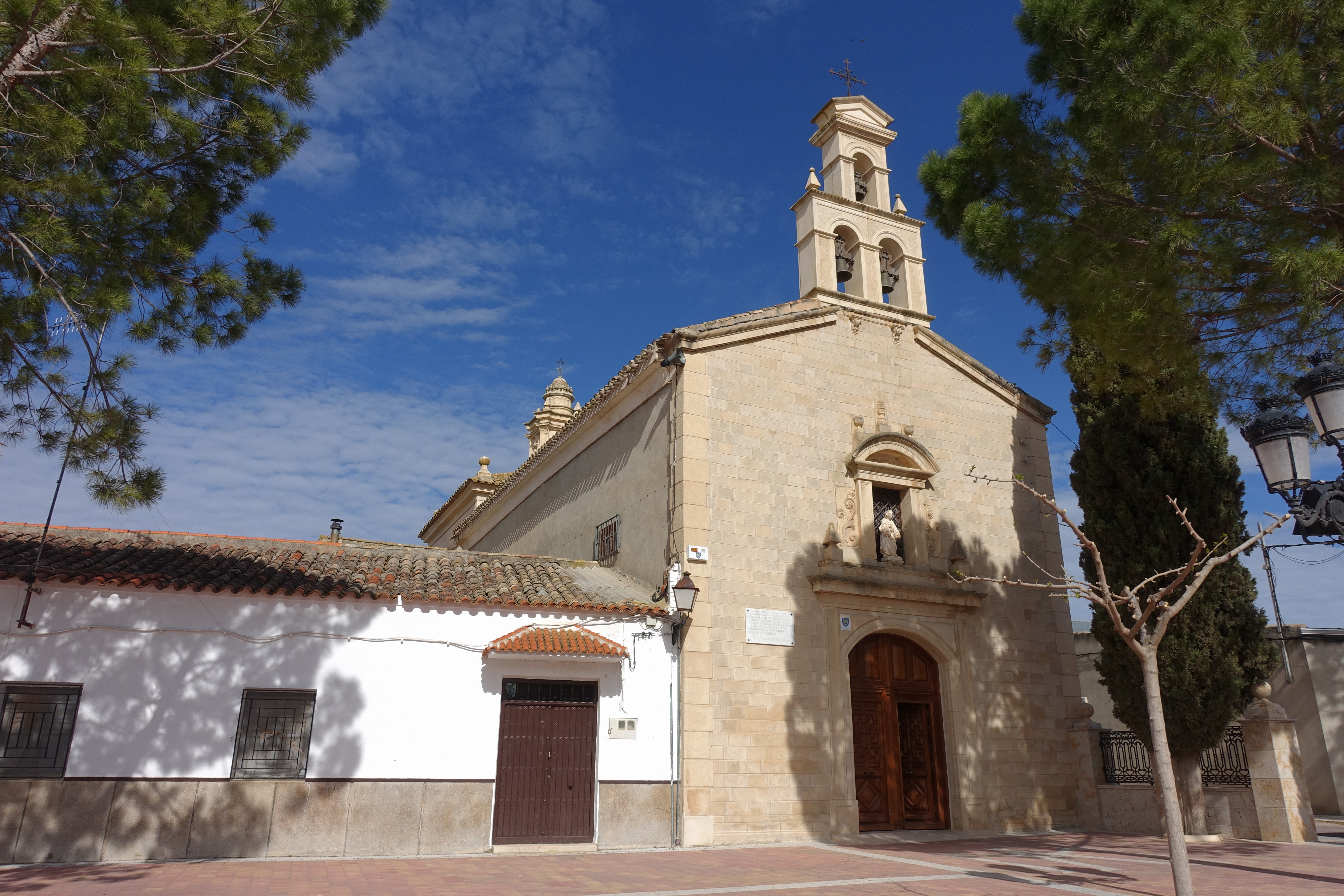
Ermita de la Virgen del Amparo

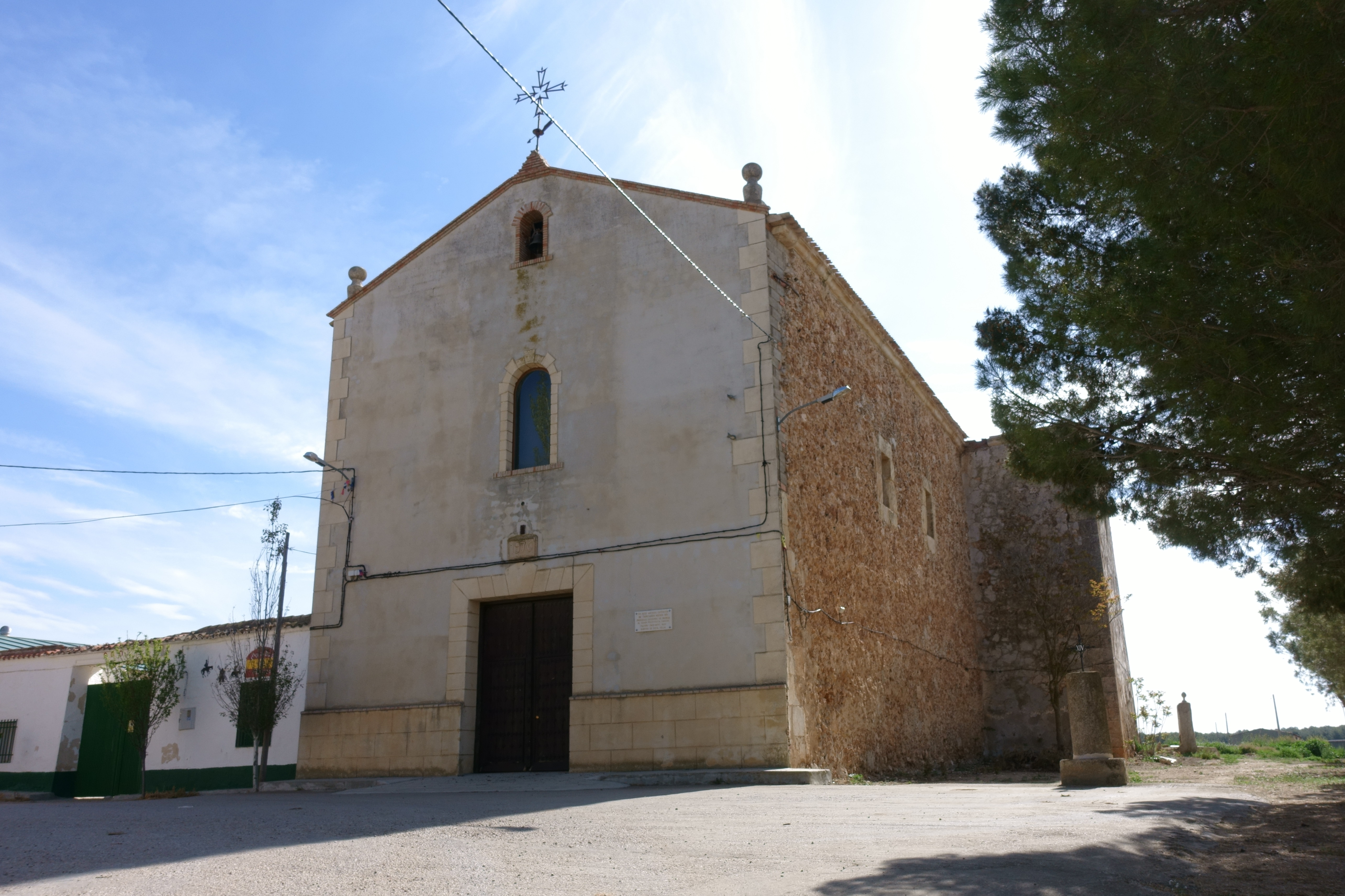
Convento Trinitario

Sus orígenes se remontan a varios asentamientos árabes cuya fecha de fundación es anterior al siglo XIII. Barrachina era su nombre árabe donde se escondían era una especie de volcán llamado Torre Volcán. La zona ha estado habitada desde la antigüedad, al estar atravesada por la calzada romana que unía Complutum, la actual Alcalá de Henares, con Cartagena.
Posteriormente, durante la Reconquista, se construyó una torre vigía de carácter religioso-militar, que serviría de enlace con otros castillos y fortificaciones; alrededor de esta torre se iría agrupando la población y se construiría una iglesia dedicada a santa María, hoy existente, cuya fachada era gótica. Posteriormente, se añadieron al nombre original los apelativos Campo Rus, por estar localizado en esta zona. Más tarde conocería una época próspera gracias a las canteras de minas de salitre, utilizado para hacer pólvora principalmente.
En las Relaciones de Felipe II, los vecinos de Santa María declararon que "en esta villa hay una casa al presente donde es cosa cierta, pública y notoria que murió don Jorge Manrique, capitán general de los Reyes Católicos, cuando se trataba de guerra entre Su Majestad y el Maestre don Juan Pacheco, marqués que dicen de Villena".
En la plaza Mayor, muy cerca de la noble casa blasonada donde transcurrió la agonía del gran poeta de las Coplas por la muerte de su padre, y donde posiblemente compuso su copla final, se alza un monumento a don Jorge Manrique, ideado por León Coullaut. Este monumento contiene la faz del poeta y una alegoría de la muerte joven recibiendo un chorro de agua sobre la mano tendida. Está construido con las roelas de piedra que formaban las columnas de una iglesia cuya construcción no llegó a terminarse, situadas de manera espiral y ascendente simbolizando una subida espiritual hacia la Gloria y el Más Allá.
Hasta la reforma de la nomenclatura municipal de 1916 el municipio se llamaba simplemente Santa María del Campo. En dicha fecha su nombre fue modificado por el de Santa María del Campo Rus.

## Bandera
Bandera rectangular de proporciones 2:3, formada por tres franjas horizontales, en proporciones 6/8, 1/8, 1/8, siendo verde con estrella de doce puntas la superior, blanca la central y azul la inferior.

## Escudo
La existencia de numerosas lagunas naturales proporcionaba el agua necesaria para sus habitantes, que representaremos por las ondas de plata y azur en la punta del escudo.
La principal riqueza proviene del sector primario, fundamentalmente la agricultura, destacando los cultivos de secano propios de la zona, los cereales, girasol, ajos, etc., que podremos representar por una gavilla en campo de oro.
El principal edificio de la localidad es la iglesia dedicada a la Virgen de Santa María, de la que toma la denominación la localidad, que representaremos en el escudo por el símbolo mariano del jarrón de azucenas.
Teniendo en cuenta los antecedentes históricos y los principios heráldicos señalados, el escudo de armas se blasona de la siguiente forma:

## Fiestas
Se celebran las fiestas de la Virgen del Amparo y San Antón.
También se celebra la Semana Santa.